# Episodi di Hawaii Five-0 (nona stagione)
La nona stagione della serie televisiva Hawaii Five-0, composta da 25 episodi, è stata trasmessa in prima visione assoluta negli Stati Uniti d'America sul canale CBS dal 28 settembre 2018 al 17 maggio 2019.
In lingua italiana la stagione viene trasmessa in Svizzera sul canale RSI dal 5 febbraio al 7 maggio 2019 per la prima parte della stagione (ep. 1-14), invece la seconda parte (ep. 15-23) viene trasmessa dal 23 ottobre al 18 dicembre 2019, con gli ultimi due episodi (ep. 24-25) trasmessi dopo la pausa natalizia, dall'8 gennaio al 15 gennaio 2020.
In Italia i primi sei episodi sono andati in onda su Rai 2 dall’8 al 22 settembre 2019. Gli altri sei vengono trasmessi dal 24 febbraio al 2 marzo 2020. I rimanenti invece dal 31 maggio 2020.
| nº | Titolo originale | Titolo italiano             | Prima TV USA      | Prima TV Svizzera |
| -- | --- | --------------------------- | ----------------- | ----------------- |
| 1  | Ka ʻōwili ʻōka’i (Cocoon)                                                                                                 | Cocoon                      | 28 settembre 2018 | 5 febbraio 2019   |
| 2  | Ke Kanaka I Ha'ule Mai Ka Lewa Mai (The Man Who Fell from the Sky)                                                        | L'uomo che cadde dal cielo  | 5 ottobre 2018    | 12 febbraio 2019  |
| 3  | Mimiki Ke Kai, Ahuwale Ka Papa Leho (When the Sea Draws Out the Tidal Wave, the Rocks Where the Cowries Hide Are Exposed) | Caldo torrido               | 12 ottobre 2018   | 19 febbraio 2019  |
| 4  | A'ohe Kio Pohaku Nalo i Ke Alo Pali (On the Slope of the Cliff, Not One Jutting Rock Is Hidden from Sight)                | Ritorno a casa              | 19 ottobre 2018   | 26 febbraio 2019  |
| 5  | A'ohe Mea 'Imi A Ka Maka (Nothing More the Eyes to Search For)                                                            | Il racconto di Jerry        | 26 ottobre 2018   | 5 marzo 2019      |
| 6  | Aia I Hi'Ikua; I Hi'Ialo (Is Borne on the Back; Is Borne in the Arms)                                                     | Amicizia                    | 2 novembre 2018   | 12 marzo 2019     |
| 7  | Pua A'e La Ka Uwahi O Ka Moe (The Smoke Seen in the Dream Now Rises)                                                      | Un vecchio caso irrisolto   | 9 novembre 2018   | 19 marzo 2019     |
| 8  | Lele pū nā manu like (Birds of a Feather...)                                                                              | Buon ringraziamento         | 16 novembre 2018  | 26 marzo 2019     |
| 9  | Mai Ka Po Mai Ka 'oia'i'o (Truth Comes from the Night)                                                                    | Supereroi                   | 30 novembre 2018  | 2 aprile 2019     |
| 10 | Pio ke kukui, po'ele ka hale (When the Light Goes Out, the House is Dark)                                                 | Addio                       | 7 dicembre 2018   | 9 aprile 2019     |
| 11 | Hala i ke ala o'i'ole mai (Gone on the Road from which There Is No Returning)                                             | Sulla strada senza ritorno  | 4 gennaio 2019    | 16 aprile 2019    |
| 12 | Ka hauli o ka mea hewa 'ole, he nalowale koke (A Bruise Inflicted on an Innocent Person Vanishes Quickly)                 | Bentornata a casa           | 11 gennaio 2019   | 23 aprile 2019    |
| 13 | Ke iho mai nei ko luna (Those Above are Descending)                                                                       | Verso il fondo              | 18 gennaio 2019   | 30 aprile 2019    |
| 14 | Ikiiki i ka la o Keawalua (Depressed with the Heat of Kealwalua)                                                          | L'attentato                 | 1º febbraio 2019  | 7 maggio 2019     |
| 15 | Ho'Opio 'Ia E Ka Noho Ali'I A Ka Ua (Made Prisoner by the Reign of the Rain)                                              | L'uragano                   | 15 febbraio 2019  | 23 ottobre 2019   |
| 16 | Hapai ke kuko, hanau ka hewa (When Covetousness Is Conceived, Sin Is Bor)                                                 | Sirene                      | 22 febbraio 2019  | 30 ottobre 2019   |
| 17 | E'ao lu'au a kualima (Offer Young Taro Leaves To)                                                                         | Punti deboli                | 22 febbraio 2019  | 6 novembre 2019   |
| 18 | Ai no i ka 'ape he mane'o no ko ka nuku (He Who Eats 'ape Is Bound to Have His Mouth Itch)                                | Amanda                      | 8 marzo 2019      | 13 novembre 2019  |
| 19 | Pupuhi ka he’e o kai uli (The Octopus of the Deep Spews Its Ink)                                                          | Artisti di strada           | 15 marzo 2019     | 20 novembre 2019  |
| 20 | Ke ala o ka pu (Way of the Gun)                                                                                           | Storia di una calibro 38    | 5 aprile 2019     | 27 novembre 2019  |
| 21 | He kama na ka pueo (Offspring of an Owl)                                                                                  | Scomparsa                   | 12 aprile 2019    | 4 dicembre 2019   |
| 22 | O ke kumu, o ka mana, ho'opuka 'ia (The Teacher, the Pupil-let It Come Forth)                                             | Mentori e allievi           | 26 aprile 2019    | 11 dicembre 2019  |
| 23 | Ho'okahi no la o ka malihini (A Stranger Only for a Day)                                                                  | Estraneo solo per un giorno | 3 maggio 2019     | 18 dicembre 2019  |
| 24 | Hewa ka lima (The Hand is at Fault)                                                                                       | Sicurezza nazionale         | 10 maggio 2019    | 8 gennaio 2020    |
| 25 | Hana Mao 'ole ka ua o Waianae (Endlessly Pours the Rain of Waianae)                                                       | Fine corsa                  | 17 maggio 2019    | 15 gennaio 2020   |

## Cocoon
- Titolo originale: Ka ʻōwili ʻōka’i (Cocoon)
- Diretto da: Bryan Spicer
- Scritto da: Leonard Freeman e Peter M. Lenkov

### Trama
Un agente della C.I.A., amico di McGarrett, viene trovato morto sulla spiaggia. La squadra inizia ad indagare e ritrova alcuni frammenti di suoi appunti. Si sospetta che il delitto sia stato commesso da una talpa, infiltrata all’interno dell’agenzia federale. Seguendo il suo stesso piano, Steve decide di farsi catturare pur di trovare la spia. Intanto, Tani lotta contro se stessa: deve dire la verità a McGarrett riguardo ai sospetti su Adam? 
- Guest star: Rochelle Aytes (Greer), Jack Coleman (Miller), Roger Yuan (Kang), Lamont Thompson (Kray), Susan Park (Rosemary) e Erik Chang (Tecnico).
- Ascolti USA: 7 490 000 telespettatori[2]
- Ascolti Italia: 1 177 000 telespettatori – share 5,57% ;[3]

## L'uomo che cadde dal cielo
- Titolo originale: Ke Kanaka I Ha'ule Mai Ka Lewa Mai (The Man Who Fell from the Sky)
- Diretto da:Eagle Egilsson
- Scritto da: David Wolkove e Matt Wheeler

### Trama
La Five-0 si trova a indagare sul caso di un uomo che viene rapito e paracadutato da un aereo in volo. La squadra scopre che l’uomo rapito è un agente americano sotto copertura che fornisce false informazioni ai cinesi. Tani chiede al suo vecchio istruttore in Accademia di eseguire un esame balistico sulla pistola di Adam. Steve e Danny invece chiedono a Kamekona di diventare loro socio. Quest'ultimo trasforma il loro progetto per il ristorante con nuove iniziative personali.
- Guest star: Eric Steinberg (Capitano Keo) David Preston (Jack Teague) Susan King (Holly Teague) Kennedy King (Spencer Teague) Conlan Casal (Man / Kidnapper) Emi Sklar (Assistente di volo) Vichen Jiang (Lead Merc) Harrison Saito (Cadetto Pearson) Jiahndria Lozano-Day (Cadetto Olina) Kat Nakano (Passeggero # 1) Anthony Johnson (Passeggero # 2) Sarà Yeh (Guardia).
- Ascolti USA: 7 390 000 telespettatori[4]
- Ascolti Italia: 1 322 000 telespettatori – share 7,63%;[3]

## Caldo torrido
- Titolo originale: Mimiki Ke Kai, Ahuwale Ka Papa Leho (When the Sea Draws Out the Tidal Wave, the Rocks Where the Cowries Hide Are Exposed)
- Diretto da: Antonio Negret
- Scritto da: Rob Hanning

### Trama
L'ondata di calore sulle Hawaii sembra portare un aumento della criminalità. Steve e Danny, impegnati al ristorante a evitare che il cibo vada a male, vengono chiamati a indagare sulla morte di due poliziotti uccisi da Tracy Benson, una criminale che avevano arrestato per l'aggressione perpetrata nei confronti del suo amministratore di condominio causata dalla mancata riparazione del condizionatore. Con la scusa del caldo crea uno stratagemma per fuggire sparando oltre ai poliziotti anche ad un motociclista che passava di lì. Il caso appare subito strano, si scopre che la donna ha una falsa identità e che la vera Benson è morta in realtà diversi anni prima. Nel frattempo, Junior e Tani devono evitare che il proprietario di un immobile spari a un gruppo di ragazzini che stavano usando la sua piscina per rinfrescarsi dal caldo. Concluso l'intervento, un ladro ruba l'auto di Tani mettendo Junior nei guai per aver lasciato le chiavi nell'accensione. Grover invece si troverà a giocare una partita di golf da solo, a causa del forfait del suo amico, costringendo il caddy a fargli da testimone per aver giocato la sua miglior partita.
- Guest star: Tara Macken (Tracy Benson/Allison Ross) Anthony Molinari (Lieutenant Avea) Andrew James Miller (Ufficiale Wendall) Andrew Puente (Caddy/Gary) Mandy June Turpin (Signorina Dresden) Andrew Oliveri (Makaio) Nyah Juliano (Adolescente piscina #1) Mason Canonico (Adolescente piscina #2) John Mark Harmon (Ladro) Russell Satele (Clerk) Kenny Stevenson (Dave) Fernando Martínez (Akamu) Mike Cabrera (Konani) Marina Salapatas (Zia) Vince Ferragamo (Cliente maschio).
- Ascolti USA: 7 680 000 telespettatori[5]
- Ascolti Italia: 1 279 000 telespettatori – share 5,72%;[6]

## Ritorno a casa
- Titolo originale: A'ohe Kio Pohaku Nalo i Ke Alo Pali (On the Slope of the Cliff, Not One Jutting Rock Is Hidden from Sight)
- Diretto da: Ron Underwood
- Scritto da: Talia Gonzalez e Bisanne Masoud

### Trama
La Five-0 indaga su un omicidio emerso per caso. Inseguendo un camion pieno di sabbia delle Hawaii rubata, un’attività multimiliardaria visto che la vendita al mercato nero frutta molti soldi oltre a ridurre il costo del cemento, il carico si rovescia in strada scoprendo il cadavere dello sconosciuto. Il corpo non è riconoscibile visto che manca la faccia e i piedi. Per capire qualcosa devono trovare il ladro della sabbia che è fuggito. Trovano il ladro che scappa gettandosi all’interno di una macchina dalle lame affilate e Steve lo segue, spingendo Danny a salvarli. Scoprono che la sabbia rubata proviene dall'oceano, questo significa che i piedi sono ancora sul fondale. Riescono a recuperarli scoprendo che i morti sono due visto che rinvengono anche i piedi di una donna. Intanto, Lukela decide di sottoporsi all'iter per il reintegro in servizio. Junior viene scelto per portare alle Hawaii il corpo di un soldato dell'USAF caduto in missione. 
- Guest star: Jennifer Marshall (colonnello Bailey) Rey Valentin (Noa Alana) Justine McLellan (Signorina Kaliko) Scott Kekumano (Signor Kaliko) Sasha Colby (Malie) Kainalu Moya (Christopher Kaliko) Philip Farmer (comandante) Wayne Silva (conduttore di cani) Jorge Garcia Jr. (Portatore di bara) Martin W. Foster (Dover NCO).
- Ascolti USA: 7 480 000 telespettatori[7]
- Ascolti Italia: 1 086 000 telespettatori – share 5,42%;[6]

## Il racconto di Jerry
- Titolo originale:A'ohe Mea 'Imi A Ka Maka (Nothing More the Eyes to Search For)
- Diretto da: Elizabeth Allen Rosenbaum
- Scritto da: Zoe Robyn e Sean O'Reilly

### Trama
Jerry assieme ad alcuni amici, durante la vigilia di Halloween, torna nel campeggio che frequentava da ragazzino. Nel 1982, il piccolo Jerry aveva assistito a un omicidio mentre si trovava in questo campeggio. Ossessionato da quello che ha visto, ogni anno continua le ricerche per trovare il corpo. Coinvolge gli amici dell'epoca per farsi aiutare nelle ricerche prima che il terreno del campeggio venga trasformato in un campo da golf. Intanto La Five-0 lavora sul caso di una bambina che ha disegnato la scena dell'omicidio su cui stanno indagando. Si scopre che gli omicidi sono tre, tutti attribuiti a un serial killer. Tali omicidi avvengono in presenza di una bambina, che si scopre essere la creatrice di quei disegni.
- Guest star: Andrew Lawrence (Eric Russo), Laura Mellow (Nalani Lukela), Cidni Romias (Akela Nakahara), Eric Steinberg (CapitanoKeo), Joshua Gonzalez (Giovane Jerry), Mary Lynn Rajskub (Crystal), Jade Heimowitz (Giovane Crystal), Michael Spellman (Gordie), Luke Bagley (Giovane Gordie), Derek Basco (Ano), Kai Murata (Giovane Ano), Carly J. Casey (Emily Cass), Ashley Chewning (Jane Martin), Noah Moore (Istruttore Campo estivo Blaine Morgan), Gregory Suenaga (Ufficiale HPD Singer - 1982), Pat Gilbert (Bo Bradley), Claudia Elmore (Kalei Iosia), Jaycee Cryan-Cadiente (Molly), Saini Tuimaunei (Katie), David Bertin Greene (Travis Iosia), Jay Hector (Fidanzato- 1980), Olivia Jordan (Fidanzata - 1980), Chelsea Davis (Giornalista).
- Ascolti USA: 6 970 000 telespettatori[8]
- Ascolti Italia: 1 078 000 telespettatori – share 4,36%;[9]

## Amicizia
- Titolo originale:Aia I Hi'Ikua; I Hi'Ialo (Is Borne on the Back; Is Borne in the Arms)
- Diretto da: Peter Weller
- Scritto da: Rob Hanning e Paul Grellong

### Trama
McGarrett indaga sulla morte di un suo ex compagno nei Navy SEAL, ma oltrepassa il limite e quindi viene arrestato. Il collega è morto a causa di un atterraggio d’emergenza, ma la notizia positiva è che l’unico sopravvissuto è un bambino. Adam intanto torna a Oahu con delle notizie scioccanti sul suo matrimonio: lui e Kono si sono lasciati. Distrutto, si chiude in casa e si ubriaca; Danny gli fa visita e lo aiuta a superare il dolore, poi per ringraziarlo di tutto ciò che ha fatto negli anni per la squadra, gli offre un posto nella Five-0,che lui accetta.
- Guest star: Nazneen Contractor (Emma Warren), Eddie Cahill (Carson Rodes), Sarah Dumont (Julia Berg), Gabriel Mann (Lee Berg), Kenneth Baldino (Mini Boss), Andre Pelzer (Air Boss), Joey Miyashima (Capo squadra), Stephen Bralver (Guardia di Sicurezza).
- Ascolti USA: 7 880 000 telespettatori[10]
- Ascolti Italia: 1 097 000 telespettatori – share 4,96%;[9]

## Un vecchio caso irrisolto
- Titolo originale: Pua A'e La Ka Uwahi O Ka Moe ("The Smoke Seen in the Dream Now Rises")
- Diretto da: Bryan Spicer
- Scritto da: Peter M. Lenkov (soggetto); David Wolkove e Matt Wheeler (sceneggiatura)

### Trama
Nel presente alle Hawaii, durante la pre-inaugurazione del ristorante di Steve e Danny, un uomo si avvicina a McGarrett affermando di essere stato miglior amico e di aver lavorato con suo nonno negli anni '40. Egli dà al Comandante un vecchio caso irrisolto del detective Chang Apana, leggenda della Polizia di Honolulu; più tardi, esaminando le carte, Steve si addormenta e viene "trasportato" indietro nel tempo, al 1941, con le sembianze del nonno, mentre gli altri componenti della Five-0 interpretano anch'essi personaggi coinvolti nel caso. Grazie a questo espediente, Steve arriva alla soluzione. Alla fine dell'episodio, che gli ha dato l'opportunità di riflettere su suo nonno, McGarrett decide di abbandonare il progetto del ristorante e lo comunica a Danny, il quale accetta, quindi i due cedono le quote del locale a Kamekona, che ne diventa il nuovo proprietario.
- Nota. Questo è l'episodio numero 200 della serie: infatti è ambientato in una sorta di "realtà alternativa" in cui i componenti del cast principale interpretano ruoli differenti rispetto ai loro abituali.

## Buon Ringraziamento
- Titolo originale: Lele pū nā manu like (Birds of a Feather)
- Diretto da: Chi McBride
- Scritto da: Carlos Bernard

### Trama
La famiglia Grover è in visita alle Hawaii per festeggiare il Ringraziamento. Lou e il fratello Percy, però, non fanno altro che litigare e decidono di sistemare la situazione con una scommessa; a farne le spese sarà la cucina di casa, che prende fuoco. Nel frattempo, il resto della squadra lavora al caso di una rapina andata male, nella quale è morto uno dei ladri ed è stata rubata solo una figurina di baseball.

## Supereroi
- Titolo originale: Mai Ka Po Mai Ka 'oia'i'o (Truth Comes from The Night)
- Diretto da: Brad Tanenbaum
- Scritto da: Christos Gage e Ruth Fletcher Gage

### Trama
Un giustiziere locale viene ucciso mentre effettua l'arresto di uno spacciatore da privato cittadino. Le indagini portano la squadra a indagare nel mondo dei fumetti e dei supereroi. Adam controlla la persona responsabile dell'omicidio di sua sorella per cercare di incastrarla. 

## Addio
- Titolo originale: Pio ke kukui, po'ele ka hale (When The Light Goes Out, The House Is Dark)
- Diretto da: Gabriel Beristain
- Scritto da: Paul Grellong

### Trama
La squadra di SEAL con cui Joe White e McGarrett hanno portato a termine una missione in Marocco nel 2002 viene presa di mira da un gruppo di sicari, che uccidono gli altri tre ex componenti e uno di essi sorprende Steve nella sua abitazione; lui si difende facendolo scappare, poi avvisa i colleghi (tranne Danny che si trova nel New Jersey) e si reca in Montana dove incontra Joe, in un suo rifugio e l'ultimo membro dei SEAL. Sull'isola, il resto della task force cerca di capire chi potrebbe volere vendetta, riescono a catturare il sicario ferito e a scoprire chi li ha assoldati. Steve e il suo gruppo, si ritrovano a affrontare un assedio, dove solo lui sopravvive, Joe muore guardando il tramonto un'ultima volta col suo allievo. Steve ricorda i suoi insegnamenti durante e dopo l'addestramento presso il Centro Speciale Militare Navale BUD/S di Coronado (California).

## Sulla strada senza ritorno
- Titolo originale: Hala i ke ala o'i'ole mai (Gone on the Road from which There Is No Returning)
- Diretto da: Carl Weathers
- Scritto da: Matt Wheeler e David Wolkove

### Trama
Danny va in Montana per riunirsi a Steve, che si trova lì da più di un mese per riprendersi dalla morte di Joe, e presto scopre che con lui c'è Catherine Rollins , e che i due stanno interrogando l'uomo che ha assoldato i sicari, per trovare il responsabile, che si rivela Omar Hassan, il figlio del bersaglio abbattuto dalla squadra di SEAL in Marocco nel 2002 (che Joe scelse di risparmiare). Steve, Catherine, Danny, Junior, Wade Gutches (istruttore alla Naval Station di Pearl Harbor e vecchio amico di Joe) e Harry Langford (MI-6) partono per eliminarlo e vendicare così la morte di White,che per McGarrett era come un secondo padre. Steve e Catherine colgono l'occasione per parlare della loro relazione, e lui ricorda come fu proprio Joe a spronarlo ad invitarla a uscire anni prima. Si scopre che Greer ,che guidava la missione del 2002 e con cui Steve aveva avuto un flirt a Marrakesh prima di iniziare a frequentare Catherine, è un'agente doppio della CIA che collabora con spie cinesi e che è stata lei a "vendere" i nomi dei SEAL ad Hassan; questa evade di prigione nascondendosi dalla polizia, ma Steve la rintraccia in Cina dopo aver arrestato Hassan . Qui le chiede nuovamente perché ha tradito gli uomini con cui ha servito gli Stati Uniti, lei prova a sparargli e viene uccisa da Catherine. Alle Hawaii, Grover, Adam e Tani indagano su due ragazzi uccisi dopo aver trovato delle ossa umane in un box comprato all'asta, e sulla successiva scomparsa delle ossa stesse.

## Bentornata a casa
- Titolo originale: Ka hauli o ka mea hewa 'ole, he nalowale koke (A Bruise Inflicted on an Innocent Person Vanishes Quickly)
- Diretto da: Roderick Davis
- Scritto da: Zoe Robyn

### Trama
Quando Grace, la figlia di Danny, non torna a casa da una festa, la sua ex moglie Rachel si rivolge a lui per avere aiuto. La Polizia di Honolulu (HPD) trova l'auto rotolata fuori strada in un terrapieno e la ragazza viene portata in ospedale in gravi condizioni; le prove sembrano indicare la causa nella velocità eccessiva, ma conoscendola, nessuno crede che la colpa sia la sua. Dalle indagini emerge che Grace voleva difendere una sua amica vittima di bullismo e che perciò aveva ricevuto messaggi minacciosi. Nel frattempo, Tani trova Alana, una ragazza di cui il fratello Koa è sponsor di riabilitazione, morta nel suo appartamento per quella che sembra un'overdose di eroina: tuttavia, Koa non ci crede poiché la droga che Alana usava era la codeina, e lei aveva paura degli aghi, quindi non avrebbe avuto senso cambiare sostanza. Tani, Adam e Junior approfondiscono e rinvengono diverse altre persone morte per overdose, che li conducono ad un medico che vende ossicodone per denaro e a un cartello che lo finanzia. Per smascherarlo, Tani si finge una paziente e riesce ad arrestarlo, scoprendo che Alana e le altre sono state uccise affinché tenessero la bocca chiusa su chi dava loro la droga. Alla fine dell'episodio, tutti danno il bentornata a casa a Grace, che è stata dimessa dall'ospedale e presto si riprenderà.

## Verso il fondo
- Titolo originale: Ke iho mai nei ko luna (Those Above are Descending)
- Diretto da: Karen Gaviola
- Scritto da: Johnny Richardson (soggetto); Rob Hanning e Sean O' Reilly (sceneggiatura)

### Trama
Dopo il ritrovamento di un cadavere sulla spiaggia, la Five-0 indaga sull'equipaggio di un sottomarino - laboratorio dove, teoricamente, si studiano gli effetti delle colate laviche sull'ecosistema dei fondali; in realtà, si scopre che alcuni membri dell'equipaggio, tra cui la vittima Jason Kamaka, erano stati incaricati di mappare i depositi di ittrio, un minerale più prezioso dell'oro che il comandante dell'operazione ha intenzione di estrarre illegalmente. Quando Tani, Adam e Junior si trovano bloccati all'interno del laboratorio sul fondo dell'Oceano Pacifico senza possibilità di comunicare con il resto della task force e con la riserva di ossigeno in esaurimento, McGarrett intraprende una rischiosa immersione per far avere loro altra aria respirabile in attesa dei soccorsi. Intanto, Grace si sta riprendendo dall'incidente stradale in cui era stata coinvolta, e Junior dà una mano al padre, con cui non ha un buon rapporto.
- Guest star: Christina Chang

## L'attentato
- Titolo originale: Ikiiki i ka la o Keawalua (Depressed With the Heat of Keawalua)
- Diretto da: Peter Weller
- Scritto da: Paul Grellong

### Trama
La Five-0, indagando sull'omicidio di un amico di Flippa, scopre che sull'isola sta per verificarsi un attentato da parte di un suprematista bianco uscito di prigione da quattro mesi. Grover mostra un interesse personale per il caso poiché aveva affrontato una situazione simile a Chicago.

## L'uragano
- Titolo originale: Ho'Opio 'Ia E Ka Noho Ali'I A Ka Ua (Made Prisoner by the Reign of the Rain)
- Diretto da: Karen Gaviola
- Scritto da: Rob Hanning

## Sirene
- Titolo originale: Hapai ke kuko, hanau ka hewa (When Covetousness Is Conceived, Sin Is Bor)
- Diretto da: Jerry Levine
- Scritto da: Talia Gonzalez e Bisanne Masoud

## Punti deboli
- Titolo originale: E'ao lu'au a kualima (Offer Young Taro Leaves To)
- Diretto da: Alex O'Loughlin
- Scritto da: David Wolkove e Matt Wheeler

## Amanda
- Titolo originale: Ai no i ka 'ape he mane'o no ko ka nuku (He Who Eats 'ape Is Bound to Have His Mouth Itch)
- Diretto da: Eagle Egilsson
- Scritto da: Matt Wheeler e David Wolkove

## Artisti di strada
- Titolo originale: Pupuhi ka he’e o kai uli (The Octopus of the Deep Spews Its Ink)
- Diretto da: Maja Vrvilo
- Scritto da: Christos Gage e Ruth Fletcher Gage

## Storia di una calibro 38
- Titolo originale: Ke ala o ka pu (Way of the Gun)
- Diretto da: David Straiton
- Scritto da: Paul Grellong

## Scomparsa
- Titolo originale: He kama na ka pueo (Offspring of an Owl)
- Diretto da: Jerry Levine
- Scritto da: David Wolkove e Matt Wheeler

## Mentori e allievi
- Titolo originale: O ke kumu, o ka mana, ho'opuka 'ia (The Teacher, the Pupil-let It Come Forth)
- Diretto da: Brad Turner
- Scritto da: Rob Hanning e Ashley Dizon

## Estraneo solo per un giorno
- Titolo originale: Ho'okahi no la o ka malihini (A Stranger Only for a Day)
- Diretto da: Gabriel Beristain
- Scritto da: Zoe Robyn

## Sicurezza nazionale
- Titolo originale: Hewa ka lima (The Hand is at Fault)
- Diretto da: Peter Weller
- Scritto da: Paul Grellong e Sean O'Reilly

## Fine corsa
- Titolo originale: Hana Mao 'ole ka ua o Waianae (Endlessly Pours the Rain of Waianae)
- Diretto da: Eagle Egilsson
- Scritto da: Matt Wheeler e David Wolkove